# شويتشي نيشيمورا
شويتشي نيشيمورا (西邑 昌一) (ولد 1912- 22 مارس 1998) هو لاعب كرة قدم ياباني، شارك في دورة الألعاب الاولمبية الصيفية عام 1936 في برلين.

## روابط خارجية
- شويتشي نيشيمورا على موقع ناشيونال فوتبول تيمز (الإنجليزية)
- شويتشي نيشيمورا على موقع عالم كرة القدم.نت (الإنجليزية)
- شويتشي نيشيمورا على موقع أوليمبيديا (الإنجليزية)

1. ↑  "معلومات عن شويتشي نيشيمورا على موقع national-football-teams.com". national-football-teams.com. مؤرشف من الأصل في 2016-01-23.

Japan Football Association official site